# Augusto Pacheco Fraga
Augusto Pacheco Fraga, más conocido como Guto (Criciúma, Brasil, 4 de mayo de 1988), es un futbolista brasileño que juega de delantero en el Nei Mongol Zhongyou de la Primera Liga China.

## Carrera
Hizo su debut profesional en el Inter de Porto Alegre con un empate 1-1 ante el Náutico el 2 de septiembre de 2007 en el Campeonato Brasileiro Série A.
Guto fue transferido a China para firmar contrato con el Chongqing Lifan en febrero de 2012. Ganó la China League One, un título de máximo goleador en la temporada 2014, en agosto de 2015 ganó la Copa Nacional China convirtiendo el gol de la victoria en la final contra el Shandong Luneng.

## Clubes
| Club                      | País   | Año             |
| ------------------------- | ------ | --------------- |
| Internacional             | Brasil | 2007 - 2009     |
| Sport Recife              | Brasil | 2009            |
| Oeste                     | Brasil | 2010            |
| Internacional             | Brasil | 2010 - 2011     |
| Goiás                     | Brasil | 2011            |
| Chongqing Lifan           | China  | 2012 - 2015     |
| Wuhan Zall                | China  | 2016            |
| Zhejiang Yiteng           | China  | 2017 - 2018     |
| Shaanxi Chang'an Athletic | China  | 2019            |
| Nei Mongol Zhongyou       | China  | 2019 - presente |

## Palmarés

### Campeonatos nacionales
| Competición                        | Equipo          | País   | Año  |
| ---------------------------------- | --------------- | ------ | ---- |
| Campeonato Gaúcho                  | Internacional   | Brasil | 2008 |
| Campeonato Brasileño de Aspirantes | Internacional   | Brasil | 2010 |
| Campeonato Pernambucano            | Sport Recife    | Brasil | 2009 |
| China League One                   | Chongqing Lifan | China  | 2014 |

### Distinciones individuales
| Distinción                                                          | Año  |
| ------------------------------------------------------------------- | ---- |
| Goleador del Campeonato Brasileño de fútbol de Aspirantes (7 goles) | 2010 |